# Песнь палача (роман)
«Песнь палача» — криминальный роман американского писателя Нормана Мейлера, основанный на реальных событиях: жизнеописании и казни Гэри Гилмора за убийство в штате Юта. Название книги может быть отсылкой к арии «Песнь лорда-верховного палача» из оперы «Микадо» Гилберта и Салливана. Такое же название носит стихотворение Мейлера, опубликованное в журнале Fuck You в сентябре 1964 года и перепечатанное в новелле «Каннибалы и христиане» (1966), а также одна из глав романа «Битва» (1974). В 1980 году «Песнь палача» была удостоена Пулитцеровской премии.
Книга подробно описывает жизнь главного героя и совершённые им преступления. Гилмор стал первым человеком, казнённым в США после отмены смертной казни в 1976 году.

## Предыстория и содержание
Почти полностью основанная на интервью с семьёй и друзьями как Гилмора, так и его жертв, книга является исчерпывающей по содержанию. Произведение разделено на три части: события, которые привели к убийствам, суд и казнь Гилмора, включая его решение потребовать скорейшей казни, не продолжая апелляционный процесс.
В апреле 1976 года 35-летний Гэри Гилмор был освобождён из тюрьмы после того, как отсидел 13 лет за вооружённое ограбление. Он вернулся в Юту, где поселился у кузины Бренды Николь, которая согласилась стать его поручителем и пыталась помочь ему найти работу. Она привозит его в Прово, штат Юта, и ее отец дает ему работу в своем обувном магазине. Гэри провел большую часть своей жизни в тюрьме и следственном изоляторе для несовершеннолетних и не приспосабливается. Импульсивный и, возможно, психопат, он проводит большую часть дня за пивом, которое ворует в магазине или покупает, занимая деньги. Вскоре мужчина знакомится и завязывает романтические отношения с Николь Бейкер, матерью-одиночкой двух малолетних детей. После того, как Николь уходит от него, он забирает её психически больную сестру Эйприл и едет на заправку, где приказывает дежурному Максу Дженсену вывернуть карманы и лечь на пол, затем стреляет в него. На следующую ночь он убивает Бена Бушнелла в мотеле. Его арестовывают и приговаривают к смертной казни. По настоянию Гэри Николь проносит в тюрьму наркотики, и они пытаются совершить двойное самоубийство. Николь помещают в психиатрическую больницу.
В сентябре прошёл суд — Гилмор был признан виновным в убийстве и приговорён к смертной казни, которую откладывали трижды. Гилмор отказывается подавать апелляцию, предпочитая расстрел. Убийца стал сенсацией в прессе после того, как потребовал, чтобы его казнили как можно скорее. Американские, а затем и мировые СМИ прибывают в Юту, чтобы следить за развитием событий. 17 января 1977 года после того, как апелляции, поданные юристами от имени Американского союза гражданских свобод вопреки желанию Гилмора, были отклонены Верховным судом. Он был казнён выбранным им методом — через расстрел и стал первым человеком, казнённым в США по решению суда после серийного убийцы Луиса Монжа, казнённого в газовой камере 2 июня 1967 года.
Первый раздел книги посвящён юности Гилмора, его многочисленным задержаниям и пребываниям в исправительных учреждениях для несовершеннолетних, а затем — в тюрьме. В нём подробно описывается его освобождение за несколько месяцев до первого убийства и знакомства с людьми, которые он завёл за это время. Во втором разделе более подробно рассматривается судебный процесс над убийцей, включая его отказ обжаловать смертный приговор, его отношения с Лоуренсом Шиллером и продолжающуюся борьбу адвокатов от его имени.

### Решение Гилмора умереть
В различных интервью Мейлер говорил о том, что побудило его потратить так много времени на интервьюирование всех, кто имел отношение к Гэри Гилмору. Однажды он сказал, что Гилмор «был симпатичен мне, потому что он воплотил в себе многие темы, с которыми я жил всю свою жизнь». В другом интервью он утверждал, что, возможно, самая важная тема книги заключается в том, что «у каждого из нас есть важный жизненный выбор, одним из вариантов может быть серьёзный и ужасный выбор, которого большинство из нас избегает: между смертью сейчас и „спасением своей души“».

В своём анализе «Песни палача» критик Марк Эдмундсон писал: 
с того момента, когда Гилмор решает, что готов умереть, он обретает определенное достоинство [...] У него появляется что-то вроде романтической веры. Примерно с того момента, когда Гилмор попадает в тюрьму, он старается держаться так, чтобы умереть, как он сам бы это назвал, «достойной смертью».

## Отзывы критиков
«Песнь палача» получила литературную премию журнала Playboy (в 1979 году) и Пулитцеровскую премию в области художественной литературы (в 1980 году), а также стала финалистом Национальной книжной премии 1980 года.
Критик London Review of Books Кристофер Рикс описал роман как «гениальное произведение по своему диапазону, глубине и сдержанности». Публицистка Джоан Дидион отмечала, что «никто, кроме Мейлера, не осмелился бы написать эту книгу. Подлинный западный голос, голос, звучащий в „Песне палача“, часто можно услышать в жизни, но лишь изредка в литературе, причина в том, что по-настоящему познать Запад — значит не иметь никакого желания про него писать». Она завершила свою рецензию словами: «Это совершенно потрясающая книга».
Дэвид Лодж также написал положительную рецензию для The Times Literary Supplement, утверждая, что «„Песнь палача“ демонстрирует неослабевающую силу эмпирического повествования, чтобы волновать, наставлять и восхищать, вызывать жалость и страх и расширять наше человеческое понимание. Также следует подчеркнуть … профессиональное мастерство и самодисциплину, с которыми она создавалась».
Однако не все отзывы были положительными. Так, Чарльз Николл посетовал на страницах Daily Telegraph, что Мейлер, возможно, переоценил харизму своего субъекта и «часто грешит чрезмерными подробностями … всего, что касалось Гилмора». Он также добавил, что проведение нуждается в «разумном редактировании».
Профессор философии и университетских исследований Портлендского государственного университета считает, что, возможно, самым замечательным достижением Мейлера является то, что он не пытается вызывать у читателей сочувствие к Гилмору, несмотря на обаяние героя, а также его талант художника и писателя. Мейлер действительно достигает в книге того, что Гилмор и его действия становятся более понятными. История любви с Николь сложна и тревожна, а Гилмор в конечном итоге оказывается манипулятором и эгоистом.

## Телеадаптация
Мейлер адаптировал сценарий книги для одноимённого телефильма режиссёра Лоуренса Шиллера, в котором снялись Томми Ли Джонс (получивший за эту роль премию «Эмми»), Илай Уоллак, Пэт Корли, Кристин Лахти и Розанна Аркетт. Майлер участвовал в съёмках в небольшой роли персонажа по имени Ларри Сэмюэлс.